# Terebintina

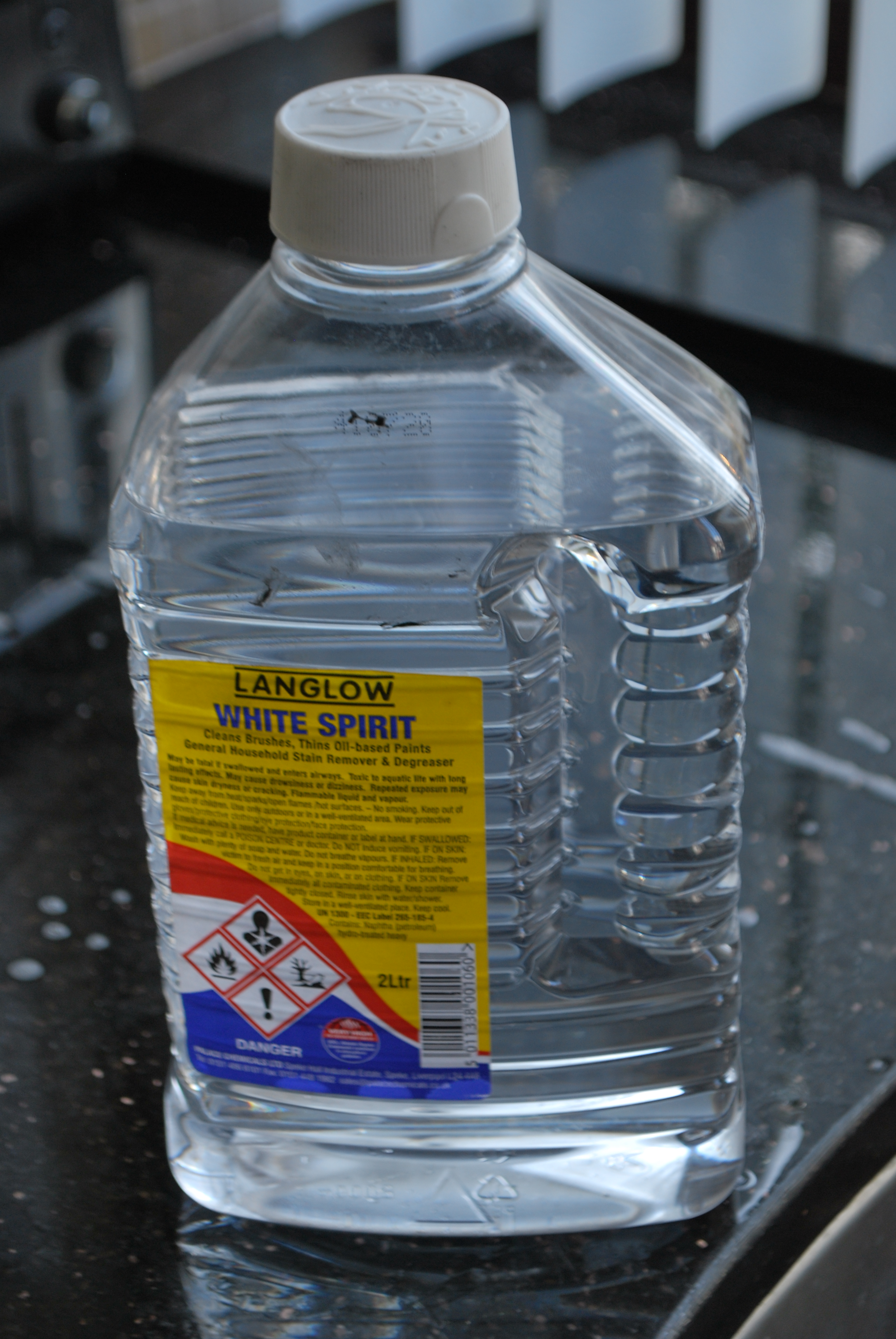
O White Spirit é um derivado do petróleo usado como um solvente orgânico na pintura, também é conhecido como terebentina mineral

Terebintina, terebentina , trementina, água raz, ou aguarrás  é um líquido obtido por destilação de resina de coníferas.
É um líquido normalmente incolor, mas pode se apresentar levemente colorido por causa de alguma impurezas, com aroma forte e penetrante de pinho (quando fabricado a partir de resina de pinheiro). É um bom solvente, sendo usado na mistura de tintas, vernizes e polidores. É constituído principalmente por terpenos.
A terebentina é o diluente ideal para tintas destinadas à pintura de óleo sobre tela.
O termo provém do nome grego do terebinto (Pistacia terebinthus), uma anacardiácea do Mediterrâneo donde primeiro se extraiu aquele líquido.
O termo também pode ser usado para designar qualquer resina, enquanto que o extracto da resina é vulgarmente chamado aguarrás (comercialmente, muitas vezes, como "aguarrás vegetal").
É utilizado na medicina e na indústria, como solvente. É usada também para diluir pigmentos, dissolver ceras e limpar pincéis.

## Produção
Uma das fontes primordiais foi o terebinto ou árvore turpentina (Pistacia terebinthus), uma árvore mediterrânea ao pistachio.
Importantes pinheiros para a produção de terebentina incluem: pinheiro-bravo (Pinus pinaster), pinheiro-de-alepo (Pinus halepensis), pinheiro-chinês-vermelho ou pinheiro-de-masson (Pinus massoniana), pinheiro-de-samatra (Pinus merkusii), pinheiro-de-folhas-longas (Pinus palustris), pinheiro-Loblolly (Pinus taeda) e pinheiro-touro (Pinus ponderosa).
Terebentina destilada dos pinheiros da Califórnia tal como o pinheiro-touro (Pinus ponderosa) e pinheiro-cinza (Pinus sabiniana) rendem uma forma de terebentina que é quase heptano puro.
Quando produzindo polpa de celulose por via química de pinheiros ou outras árvores coníferas com o processo Kraft, terebentina é coletada como um subproduto. Frequentemente ela é queimada na unidade de produção para a produção de energia. O rendimento médio de terebentina bruta é de 5 a 10 kg / ton de polpa.

## Cuidados
Terebintina é um solvente orgânico. Seus vapores podem irritar a pele e os olhos, causar danos aos pulmões e sistema respiratório, assim como ao sistema nervoso central quando inalados, e causa falência renal quando ingerida, entre outras coisas. Ela também representa risco de incêndios devido a ser inflamável.